# توسکا داکوئینو
توسکا داکوئینو (ایتالیایی: Tosca D'Aquino؛ زادهٔ ۱۰ ژوئن ۱۹۶۶) بازیگر اهل ایتالیا است.
از فیلم‌ها یا برنامه‌های تلویزیونی که وی در آن نقش داشته‌است، می‌توان به فارغ التحصیلان، سیاه‌چاله‌ها، منشی‌های طبقه ششم، پاگانینی، سفر کاپیتان فراکاسا، پادره پیو: مرد کرامات، چرخند، کریسمس عشق و بچه‌های خیابان اشاره کرد.